# 圣贝纳迪诺国家森林
圣贝纳迪诺国家森林（英語：San Bernardino National Forest）是座美国国家森林，位于南加利福尼亞州，占地面积823,816英畝（3,333.87平方），其中677,982英畝（2,743.70平方）属于公有土地。